# Браян Кортес
Браян Кортес (ісп. Brayan Cortés, нар. 11 березня 1995, Ікіке) — чилійський футболіст, воротар клубу «Коло-Коло» і національної збірної Чилі.

## Клубна кар'єра
Народився 11 березня 1995 року в місті Ікіке. Вихованець футбольної школи клубу «Депортес Ікіке». Дорослу футбольну кар'єру розпочав 2013 року в основній команді того ж клубу, в якій провів чотири сезони, взявши участь у 38 матчах чемпіонату. 
До складу клубу «Коло-Коло» перейшов 2018 року.

## Виступи за збірні
Протягом 2013–2015 років залучався до складу молодіжної збірної Чилі. На молодіжному рівні зіграв в одному офіційному матчі, пропустив 2 голи.
2017 року дебютував в офіційних матчах у складі національної збірної Чилі. Був одним із запасних голкіперів команди на Кубку Америки 2019 року в Бразилії.

## Титули і досягнення
- Чемпіон Чилі (2):

«Коло-Коло»: 2022, 2024
- Володар Кубка Чилі (4):

«Коло-Коло»: 2013, 2019, 2021, 2023
- Володар Суперкубка Чилі (3):

«Коло-Коло»: 2018, 2022, 2024